# Bending the Rules
Bending the Rules is een Amerikaanse actiekomedie, uitgebracht op 9 maart 2012.

## Samenvatting
Detective Nick Blades (Adam Copeland) is een agent uit New Orleans, die terechtstaat voor corruptie. Assistent-officier van justitie Theo Gold (Jamie Kennedy) is de man die verantwoordelijk is om hem achter de tralies te zetten. Wanneer deze twee onwaarschijnlijke partners van tegenovergestelde kanten van de wet op een crimineel complot stuiten, zullen ze op geluk (en geduld) moeten vertrouwen om een gevaarlijke moordenaar neer te halen zonder elkaar eerst te doden. Alicia Witt, Jennifer Esposito en Jessica Walter spelen samen in een verhaal dat bewijst dat wanneer het moeilijk wordt, de moeilijke mensen in een gematigd tempo blijven bewegen, wat bewijst dat langzaam en gestaag de race wint.

## Cast
- Adam "Edge" Copeland als Nick Blades
- Jamie Kennedy als Theo Gold
- Jessica Walter als Lena Gold
- Alicia Witt als Rosalyn Wohl
- Jennifer Esposito als agent Olivia Garcia
- Danny Gil als Ed Mackie
- Gary Grubbs als Clark Gunn (officier van justitie)
- Philip Baker Hall als Herb Gold
- Pruitt Taylor Vince als Happy
- Kevin Weisman als Gil
- Kirk Bovill als Meter Man
- Elena Lyons als Kelly Gold

## Opnamelocaties
De opnames vonden plaats in Louisiana, in de plaatsen Jefferson Parish en New Orleans.

## Soundtrack
- "Going Numb" (geschreven door Justin La Vallee, uitgevoerd door Kahlil Feegel en eigendom van Shotgun Lullabies)